# Готфрид I (король Дублина)
Готфрид I (также Гудрёд и Гутфрид; Godfrid, Guthfrith, ирл. Gofraid ua Ímair, древненорв. Góröðr; умер в 934) — король Дублина (921—934), король Йорка в 927 году.

## Биография

### Ранние годы
Готфрид происходил из скандинавского рода Уи Имар (дом Ивара) и был внуком Ивара (ум. 873), короля Дублина (856—873) и Йорка (866—873). Родной или двоюродный брат короля Дублина Ситрика Слепого (ум. 927). Упоминается в «Анналах Ульстера» и «Анналах четырёх мастеров».
В 917—918 годах Готфрид участвовал в военных кампаниях Рагналла уа Имара и Ситрика Слепого в Ирландии и на севере Англии. В 917 году Рагналл и Ситрик, одержав победу над ирландцами, захватили города Уотерфорд и Дублин. В 918 году Рагналл уа Имар предпринял поход на Нортумбрию, где разбил шотландцев и англосаксов, затем захватил Йорк, где стал королём.

### Правление
В 921 году после смерти Рагналла уа Имара Ситрик Слепой отправился из Дублина в Йорк, где унаследовал королевский трон. После отъезда Ситрика в Англию Готфрид занял королевский престол в Дублине. В ноябре того же 921 года дублинские викинги во главе с Гутфридом захватили и разорили Арму. Затем Готфрид потерпел поражение в битве от короля Айлеха Муйрхертаха мак Нейлла (ум. 943).
В 924 году дублинский король Готфрид возглавил военную экспедицию против викингов-конкурентов из Лимерика, где с ним в битве погиб местный король Tomrair mac Ailchi. «Анналы Ульстера» сообщают о поражении о поражении Готфрида, а «Анналы Инишфаллена», наоборот, заявляют, что Готфрид взял заложников на юге Ирландии.
В 926 году Хальвдан мак Гутфрид, вероятно, сын и наследник Гутфрида, командовал дублинским флотом во время экспедиции против ирландцев. 28 декабря того же года в битве викинги были разгромлены королём Айлеха Муйрхертахом мак Нейллом. В сражении погибли сам Хальвдан и восемьсот викингов. Гутфрид с подкреплением прибыл из Дублина и спас остатки войска своего сына от полного уничтожения.
В 927 году после смерти своего брата, короля Йорка Ситрика Слепого, Готфрид отправился в Нортумбрию, чтобы стать его преемником. Местные даны избрали королями Готфрида и его племянника Олава III Кварана. Король Англии Этельстан во главе армии вступил в Нортумбрию и захватит Йорк. Готфрид с Олавом бежал в Шотландию, а оттуда перебрался в Дублин. В 929—931 годах Готфрид предпринял разорительные походы на ирландские области Осрайге и Лейнстер.
В 934 году скончался Готфрид, которого «Анналы Ульстера» называют «самым жестоким королём скандинавов».

### Семья
Готфрид был отцом трёх сыновей:
- Олаф Гутфритссон (ум. 941), король Дублина (934—941) и Йорка (939—941)
- Блакайр Гутфридссон (ум. 948), король Дублина (941—945)
- Рагналл Гутфридссон (ум. 944/945), король Йорка (943—944/945).